# José Ruiz (ciclista)
José Ruiz (), es un ex-ciclista profesional venezolano.
Compitió en la Vuelta a Venezuela, Vuelta al Táchira y en los Juegos Centroamericanos y del Caribe y otras competencias nacionales.

## Palmarés
1982
- 9.º en Campeonato Mundial de Ciclismo en Ruta, Ruta, Juniores, Marciano  Italia

1986
- 3.º en XV Juegos Centroamericanos y del Caribe, Pista, Persecución, Santiago de los Caballeros  República Dominicana
- 3.º en XV Juegos Centroamericanos y del Caribe, Pista, Persecución por Equipos, Santiago de los Caballeros  República Dominicana
- 4.º en Prólogo Vuelta al Táchira, Caracas  Venezuela
- 3.º en 1.ª etapa Vuelta al Táchira, Caracas  Venezuela

1988
- 2.º en Prólogo Vuelta al Táchira, San Cristóbal  Venezuela
- 3.º en 1.ª etapa parte b Vuelta al Táchira, El Pinar  Venezuela
- 4.º en 3.ª etapa Vuelta al Táchira, San Antonio  Venezuela
- 2.º en 4.ª etapa Vuelta al Táchira, La Grita  Venezuela
- 1.º en 6.ª etapa Vuelta al Táchira, Colon  Venezuela
- 4.º en 7.ª etapa Vuelta al Táchira, San Cristóbal  Venezuela
- 3.º en 8.ª etapa parte B Vuelta al Táchira, San Cristóbal  Venezuela
- 10.º en Clasificación General Final Vuelta al Táchira  Venezuela
- 3.º en Clasificación por puntos Vuelta al Táchira  Venezuela
- 3.º en Clasificación combinada Vuelta al Táchira  Venezuela

1990
- 3.º en Prólogo Vuelta al Táchira, San Cristóbal  Venezuela
- 5.º en 1.ª etapa Vuelta al Táchira, Cúcuta  Venezuela
- 3.º en 4.ª etapa parte b Vuelta al Táchira, San Cristóbal  Venezuela
- 2.º en 9.ª etapa Vuelta al Táchira, San Cristóbal  Venezuela

## Equipos
- 1986  Selección de Venezuela
- 1988  Lotería del Táchira